# Macrodactylus haenschi
Macrodactylus haenschi är en skalbaggsart som beskrevs av Moser 1919. Macrodactylus haenschi ingår i släktet Macrodactylus och familjen Melolonthidae. Inga underarter finns listade i Catalogue of Life.